# Pluski
Pluski [ˈpluski] (deutsch  Plautzig) ist ein Dorf in der Gemeinde Stawiguda (Stabigotten) im Powiat Olsztyński (Kreis Allenstein) in der polnischen Woiwodschaft Ermland-Masuren.

## Geographische Lage
Das Dorf liegt im ehemaligen Ostpreußen, zehn Kilometer östlich von Olsztynek (Hohenstein), 20 Kilometer südlich von Olsztyn (Allenstein) am Ostufer des Großer Plautziger Sees  (polnisch: Jezioro Pluszne Wielkie), von Wald umgeben.

## Infrastruktur
Im Ort findet man Restaurants, eine Feuerwache, Geschäfte, einen Yachthafen, einen Verleih für Schwimmausrüstung, ein unbewachtes Schwimmbad, die römisch-katholische Kirche des Erzengels Michael, ein Forsthaus und ein Gemeindehaus. Im Zusammenhang mit dem Jubiläum wurde nicht nur das Pluski-Logo eingeführt, sondern auch das Dorffest, das am 19. August, also am Tag der Unterzeichnung des Ortsgesetzes, oder am darauf folgenden Wochenende gefeiert wird. Im Dorf funktionieren: Freiwillige Feuerwehr mit Wasserrettungsdienst, Vogtrat, Kreis der Landfrauen. In den umliegenden Wäldern gibt es zahlreiche geschützte Pflanzen- und Tierarten. Das Dorf gehört zum Natura 2000 Gebiet (Napiwodzko-Ramucka Wald, Gebietscode PLB280007). Innerhalb des Dorfes gibt es zwei Stieleichen, die Naturdenkmäler sind.

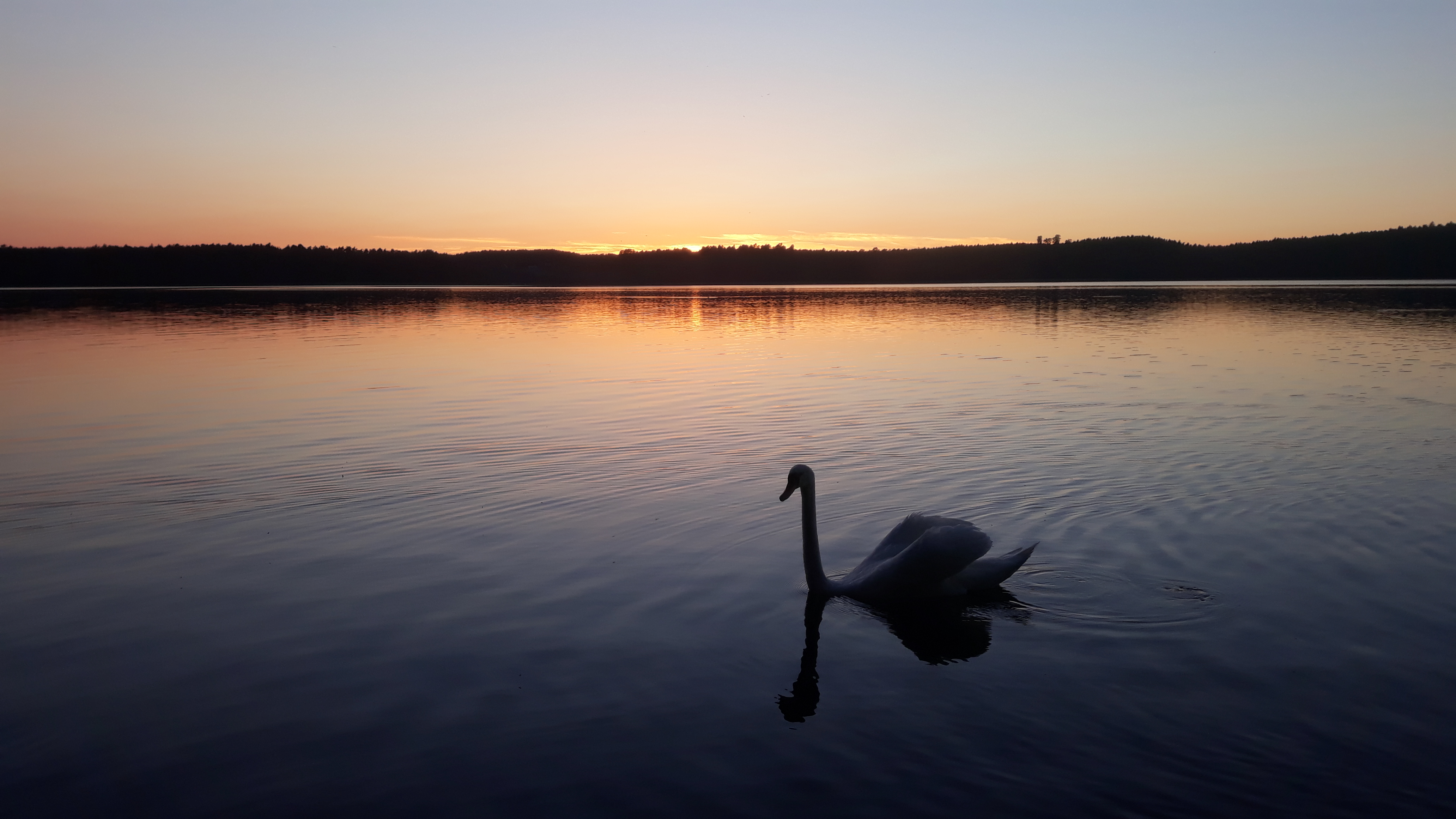
Sonnenuntergang in Pluski

Teile der näheren Umgebung waren zu Zeiten der Volksrepublik Polen Jagdrevier für Politiker und Staatsgäste und somit nicht frei zugänglich.
Der Plautziger See besitzt eine gute Wasserqualität, Motorboote sind verboten.

## Touristik
Besonders beliebt ist dieser Ort bei Touristen aus der polnischen Hauptstadt Warschau. Vorwiegend im Sommer trifft man dort aber Touristen aus der ganzen Welt, insbesondere auch viele aus Deutschland. In Pluski besitzen viele in Polen bekannte Persönlichkeiten ihre Ferienhäuser. Hieronim Skurpski, polnischer Künstler, widmete dem Dorf einen Bildband. Seit dem Sommer 2007 hat das Schwimmbad (Aquapark) des Hotels Warmia Park geöffnet.

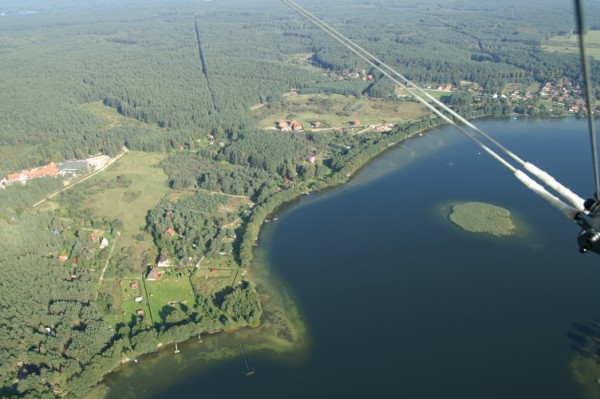
Pluski von oben mit dem Großen Plautziger See

Eine neue Ferienhaussiedlung von 14 Luxushäusern wurde in den in der Zeit von 2007 bis 2010 gebaut.

## Geschichte

### Ortsgeschichte
Am 19. August 1407, drei Jahre vor der Schlacht bei Tannenberg, wurde die Stiftungsurkunde Pluski (Pluczk, wahrscheinlich vom preußischen pleu- schwimmen) unterzeichnet. Die Gründungsurkunde wurde von Dekan Bartholomäus und Kantor Jan als Vertreter der Gryźliny (Grieslienen)-Gemeinde unterzeichnet, und Stefan Dowgel wurde der erste Vogt. Die Gründung des Dorfes Pluczk im Jahre 1407 bedeutet nicht, dass die Geschichte dieses Landes vor sechshundert Jahren beginnt. Das Gebiet von Ermland und Masuren, einschließlich der Gegend um den Pluszne See, hat eine lange und stürmische Geschichte. Unter der Oberfläche des Landes haben Archäologen zahlreiche Spuren menschlicher Anwesenheit gefunden, darunter die Überreste antiker Siedlungen und Friedhöfe aus der Zeit lange vor Christus. Man findet hier Spuren der Goten, Galinder, Jatwinger, Prußen und späterer Bewohner des Ermlandes. Vom Zweiten Frieden von Thorn (1466) bis zur Ersten Teilung Polens (1772) gehörte das Ermland als Teil des sogenannten Königlichen Preußens zu Polen. Als der Rest Preußens protestantisch wurde (nach dem Vertrag und der preußischen Huldigung 1525), blieb das Ermland als Teil Polens katholisch und wurde vom polnischen Bischof regiert, der seinen Sitz in Lidzbark Warmiński (Heilsberg) hatte. Im Jahre 1582 kaufte das Ermlandkapitel von Henryk Preuss die Rechte zum Betrieb eines Gasthauses.

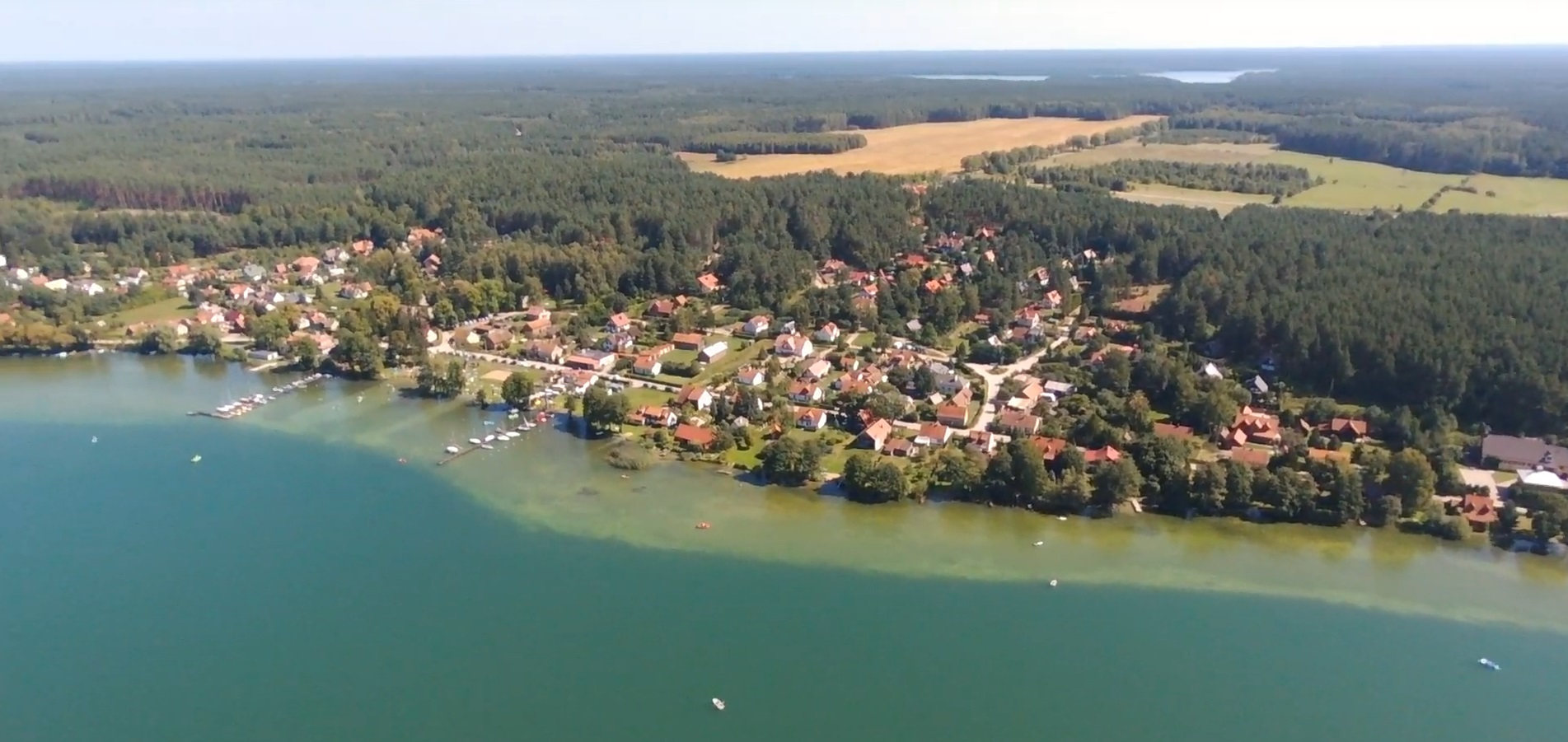
Plautzig (Pluski)

Die Grenze des Ermlands verlief teilweise durch den Pluszne-See. Als Konrad von Masowien zu Beginn des 13. Jahrhunderts aus politischen Gründen den Deutschen Orden in diese Gebiete brachte, um das Volk der heidnischen Prußen zu bekämpfen, sprachen tatsächlich die meisten Ordensritter Deutsch. Allerdings waren jahrhundertelang nur Städte, Zentren einer effizienten Verwaltung, deutschsprachig. Die Dörfer wurden nicht nur von den Überresten des prußischen Volkes bewohnt, sondern auch von Menschen, die aus verschiedenen Richtungen kamen, hauptsächlich aus Polen. Dies betraf nicht nur Ermland, sondern auch Masuren.
Am 7. Mai 1874 wurde Plautzig Amtsdorf und damit namensgebend für einen Amtsbezirk im Kreis Allenstein, Regierungsbezirk Königsberg (1905 bis 1945 Regierungsbezirk Allenstein), in der preußischen Provinz Ostpreußen. Im Jahre 1910 zählte Plautzig 559 Einwohner.
Aufgrund der Bestimmungen des Versailler Vertrags stimmte die Bevölkerung im Abstimmungsgebiet Allenstein, zu dem Plautzig gehörte, am 11. Juli 1920 über die weitere staatliche Zugehörigkeit zu Ostpreußen (und damit zu Deutschland) oder den Anschluss an Polen ab. In Plautzig stimmten 200 Einwohner für den Verbleib bei Ostpreußen, auf Polen entfielen 120 Stimmen.

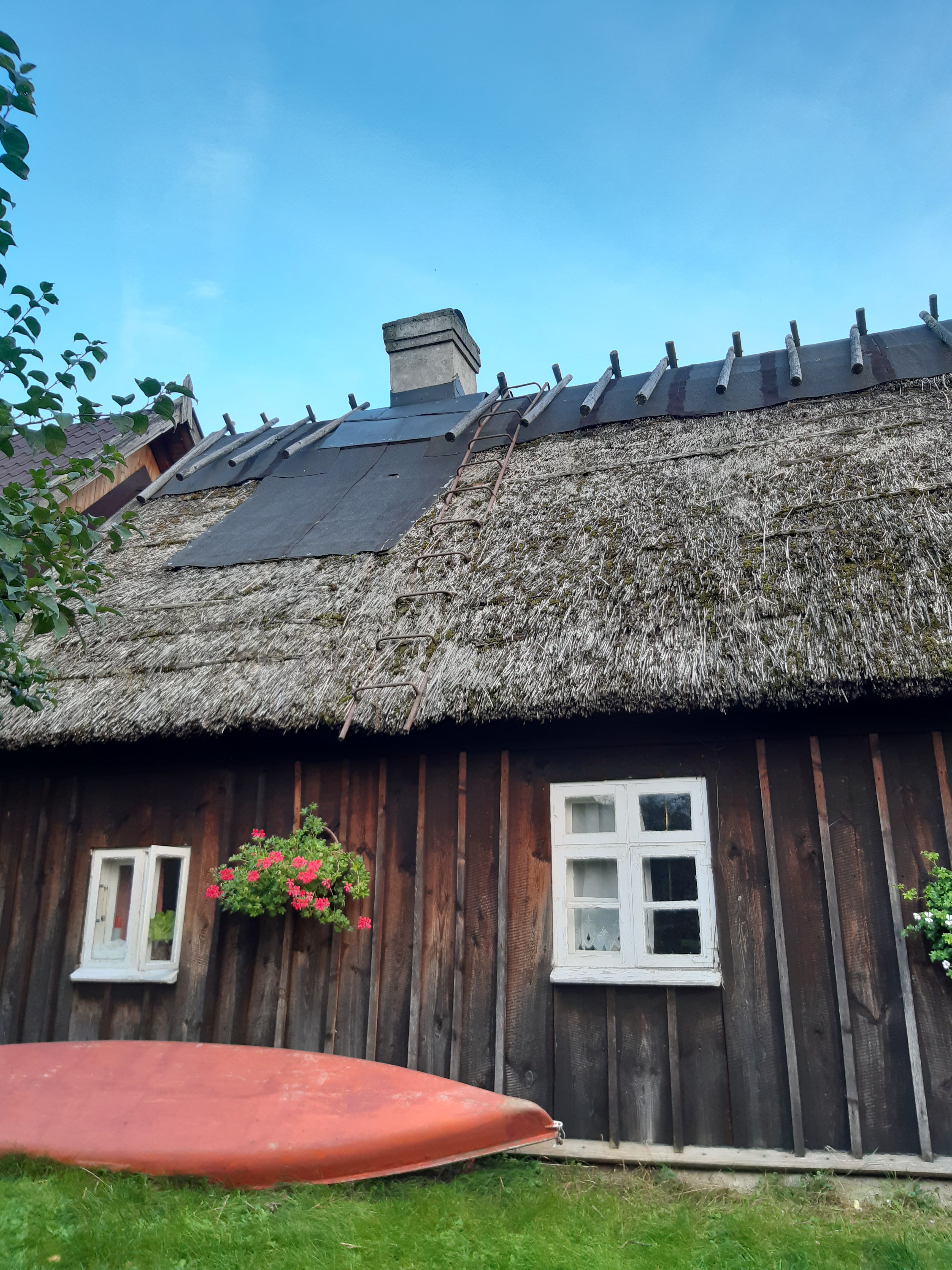
Holzhaus in Pluski

Im Jahre 1933 zählte Plautzig 695 Einwohner. Ihre Zahl belief sich 1939 auf 732.
Viele Jahre lang, zumindest bis 1989, wurde das Gebiet um den Lansker See (polnisch Jezioro Łańskie) von der Armee bewacht, und Łańsk (Lanskerofen), neben Arłamowo in Bieszczady, war nur für die Elite der damaligen Machthaber zugänglich (Edward Gierek und Leonid Breschnew jagten hier). Ein Normalsterblicher hatte keinen Zugang zum Gebiet um den Łańskie See. Dieses Verbot galt nicht für Pluski, obwohl es Informationen gab, dass die Behörden ähnliche Pläne für das Gebiet um den Pluszne-See hatten. Jahrelang war Pluski ein mondänes Urlaubsziel für die Warschauer Elite. 
Als 1945 in Kriegsfolge das gesamte südliche Ostpreußen an Polen fiel, erhielt Plautzig die polnische Namensform „Pluski“. Im Jahre 2011 zählte das Dorf 369 Einwohner. Gegenwärtig erlebt der Ort, innerhalb der   Gmina Stawiguda, eine Zeit der Entwicklung und des Interesses von Einwohnern aus anderen Teilen des Landes. Neben Sommerhäusern werden zahlreiche neue Häuser gebaut, sogar ganze Wohnsiedlungen, und die größte Investition ist das Luxushotel Warmia Park.

### Amtsbezirk Plautzig (1874–1945)
Zum 1874 errichteten Amtsbezirk Plautzig gehörten fünf, am Ende noch vier Orte.
| Deutscher Name             | Polnischer Name | Anmerkungen                   |
| -------------------------- | --------------- | ----------------------------- |
| Kucharzewo                 |                 | 1937 nach Nußtal eingemeindet |
| Lansk                      | Rybaki          |                               |
| Orzechowo 1905–1945 Nußtal | Orzechowo       |                               |
| Plautzig                   | Pluski          |                               |
| Sombien                    | Ząbie           |                               |

1945 bildeten die Orte Lansk, Nußtal, Plautzig und Sombien den Amtsbezirk Plautzig.

## Kirche
Bis 1945 war Plautzig evangelischerseits in die Kirche Kurken (polnisch Kurki) in der Kirchenprovinz Ostpreußen der Kirche der Altpreußischen Union sowie römisch-katholischerseits in die Kirche Nußtal (polnisch Orzechowo) im damaligen Bistum Ermland eingepfarrt.
Heute gehört Pluski zur evangelischen Kirche in Olsztynek (Hohenstein), einer Filialkirche von Olsztyn (Allenstein) in der Diözese Masuren der Evangelisch-Augsburgischen Kirche in Polen, außerdem zur nun direkt in Pluski angesiedelten römisch-katholischen Pfarrei im jetzigen Erzbistum Ermland.

## Verkehr
Pluski liegt an einer Nebenstraße, die von Stawiguda (Stabigotten) an der heutigen Schnellstraße 51 (zuvor polnische Landesstraße 51, einstmals deutsche Reichsstraße 130) nach Rybaki (Lansk) führt. 
Stawiguda ist auch die nächste Bahnstation. Sie liegt an der PKP-Linie 216: Działdowo–Olsztyn.